# Hans-Heinrich Schmid
Hans-Heinrich Schmid (* 1954 in Rottweil; † 11. November 2018) war ein deutscher Sachbuchautor und Experte für die Geschichte der Uhrenindustrie.

## Leben
Hans-Heinrich Schmid befasste sich seit 1991/92 hobbymäßig mit Tisch- und Wanduhren, für deren Hersteller(zeichen) er sich aber ebenfalls zu interessieren begann. Zuerst stellte er für die Uhren seiner eigenen Sammlung Informationen über die Hersteller zusammen, im Laufe der Zeit weitete er die wissenschaftliche Erforschung durch ein gezieltes Quellenstudium (Uhrenliteratur, Uhrmacherzeitungen, Firmenadressbücher usw.) auf alle Uhrenhersteller im deutschsprachigen Raum aus.
Im April 2005 veröffentlichte Hans-Heinrich Schmid seine Forschungsergebnisse im Lexikon der Deutschen Uhrenindustrie 1850-1980, das sich mit dem Tag seines Erscheinens als Standardwerk über die Deutsche Uhrenindustrie etablieren konnte. Für das Lexikon wurde ihm vom Land Baden-Württemberg beim „24. Landespreis für Heimatforschung“ eine Anerkennungsurkunde wegen „herausragende(r) Leistungen für die Heimatforschung“ verliehen und das Werk dem Haus der Geschichte Baden-Württemberg übergeben. In den Folgejahren erweiterte Schmid das Werk nach und nach: Die zweite Auflage umfasste zwei Bände mit fast 1.000 Seiten, die dritte, im Jahr 2017 erschienene 1.260 Seiten.
Hans-Heinrich Schmid war Mitglied bzw. Kooperationspartner verschiedener Uhrenmuseen und Vereinigungen für Uhrenfreunde, z. B. Musée International d’Horlogerie in La Chaux-de-Fonds, Uhrenindustriemuseum Schwenningen, Deutsches Uhrenmuseum Furtwangen, Stiftung Deutsches Uhrenmuseum Glashütte, Stadtmuseum Schramberg, Heimatmuseum Mühlheim/Donau, Deutsche Gesellschaft für Chronometrie.
Er wohnte und arbeitete auf der Schwäbischen Alb und referierte und veröffentlichte regelmäßig über Uhrenthemen aller Art.
Im November 2018 verstarb Hans-Heinrich Schmid im Kreis seiner Familie.

## Veröffentlichungen
- Lexikon der Deutschen Uhrenindustrie 1850–1980: Firmenadressen, Fertigungsprogramm, Firmenzeichen, Markennamen, Firmengeschichten. (3. erweiterte Auflage 2017) Herausgeber: Deutsche Gesellschaft für Chronometrie e. V.; ISBN 978-3-941539-92-1
- Die Gründerväter der Uhrenindustrie in Deutschland, in: Jahresschrift der deutschen Gesellschaft für Chronometrie 2006
- Aufstieg und Niedergang der Uhrenindustrie in Schlesien, in: Jahresschrift der deutschen Gesellschaft für Chronometrie 2007
- Schweizer Taschenuhren für Deutschland – auf den Spuren der Uhrenindustrie im Elsaß, in: Jahresschrift der deutschen Gesellschaft für Chronometrie 2010
- Die Serienherstellung von Uhren und der Einfluss der amerikanischen Uhrenindustrie auf die Fertigung von Uhren in Deutschland, in: Jahresschrift der deutschen Gesellschaft für Chronometrie 2011
- Taschenuhren aus dem Hause Junghans. Begleitheft zur Ausstellung Taschenuhren aus dem Hause Junghans im Stadtmuseum Schramberg 2011
- Dr. phil. h.c. Sigmund Riefler – Zum Hundertsten Todestag, in: Jahresschrift der deutschen Gesellschaft für Chronometrie 2012
- Die Uhrenfabrik Lenzkirch – Ihre Entwicklung im Spiegel zeitgeschichtlicher Umstände und ihrer Besitzverhältnisse, in: Jahresschrift der deutschen Gesellschaft für Chronometrie 2013
- verschiedene Buchbesprechungen.